# چشم کوچک من
چشم کوچک من (انگلیسی: My Little Eye) فیلمی در ژانر ترسناک و اسلشر به کارگردانی مارک اِوِنس است که در سال ۲۰۰۲ منتشر شد. از بازیگران آن می‌توان به کریس لمکی، لاورا ریگان، جنیفر اسکای و بردلی کوپر اشاره کرد.